# Martha Dewal
Martha Dewal-Hürlimann (* 17. August 1935 in Uster) ist eine Schweizer Opernsängerin. Sie ist Spezialistin des «Zwischenfachs» (Stimme zwischen Sopran und Mezzosopran).

## Leben
Martha Dewal studierte Gesang an der Staatsakademie in Wien bei Elsa Schwientek-Würtenberger. Nach Operntourneen durch Österreich, Holland und Deutschland sowie festen Engagements als dramatischer Mezzosopran an den Bühnen von Salzburg und Oldenburg wurde sie 1974/1975 Ensemblemitglied am Ulmer Theater, wo sie wegen ihrer dramatischen Ausdruckskraft und ihrem Sinn für humoristisches Schauspiel schnell zu einem besonderen Publikumsliebling avancierte. In der Stadt an der Donau feierte sie auch ihr 25-Jahr-Bühnenjubiläum.
In mehreren Städten Nord- und Süddeutschlands sowie in der Schweiz sang sie die grossen Partien ihres Faches wie Küsterin  (Jenufa), Lady Macbeth (Macbeth) und Klytämnestra (Elektra).
1993 wurde ihr vom Land Baden-Württemberg der Titel einer Kammersängerin verliehen. Hin und wieder tritt die Künstlerin, die in Ulm-Söflingen lebt und als Gesangspädagogin tätig ist, noch am Theater Ulm auf. In der Spielzeit 2007/2008 sang sie dort beispielsweise die Filipjewna in Eugen Onegin.
Martha Dewal ist ehrenamtliches Mitglied im Stiftungsrat der «Villa Grunholzer» in Uster/Schweiz.